# روجر ويلكينز
روجر ويلكينز (بالإنجليزية: Roger Wilkins)‏ هو صحفي ومؤرخ أمريكي، ولد في 25 مارس 1932 في كانساس سيتي في الولايات المتحدة، وتوفي في 26 مارس 2017 في كنسينغتون في الولايات المتحدة بسبب خرف.

## وصلات خارجية
- روجر ويلكينز على موقع إن إن دي بي (الإنجليزية)